# Sport i Azerbajdzjan
Sport i Azerbajdzjan har uråldriga rötter. Fristilsbrottning betraktas traditionellt som Azerbajdzjans nationalsport, men idag är de populäraste sporterna i Azerbajdzjan är fotboll och schack.

## Sporter

### Brottning
Brottning är en historiskt viktig sport i Azerbajdzjan och är ofta även kallad för landets nationalsport.

Både fristilsbrottning och grekisk-romersk brottning är populära i Azerbajdzjan, men särskilt fristil är extra populär i Azerbajdzjan.
Från Azerbajdzjan kommer  brottare som Namiq Abdullayev, Farid Mansurov, Rovsjan Bajramov och Marija Stadnik vilka är bland de bättre i världen inom brottning.

### Backgammon
Backgammon är ett spel som har uråldriga rötter i persiska imperiet och spelar stor roll i Azerbajdzjans kultur.
Detta spel är mycket populärt i Azerbajdzjan. Det finns också olika varianter av backgammon som analyseras av azerbajdzjanska experter.

### Schack

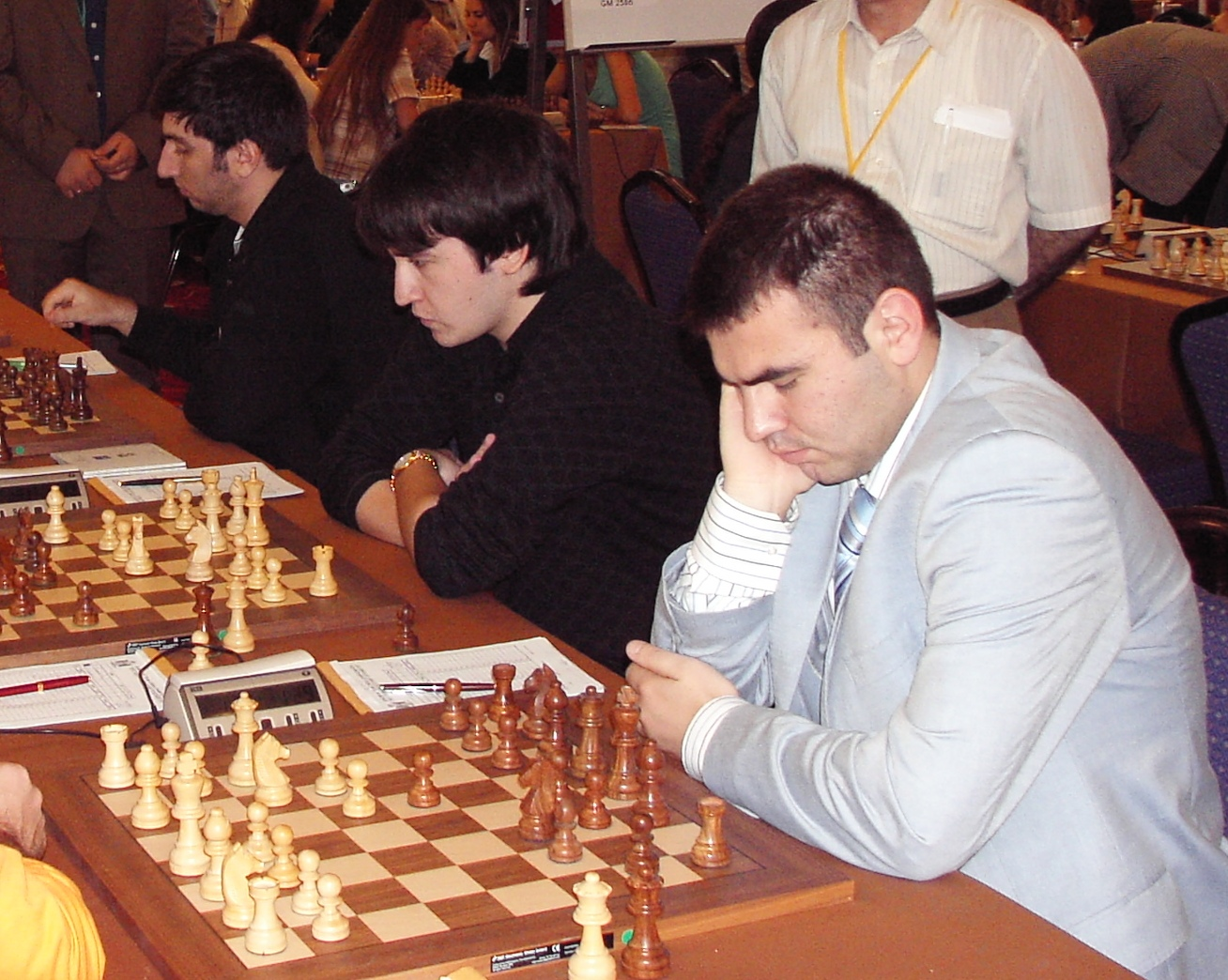
Azerbajdzjans schacklandslag

Azerbajdzjan är en av de bästa nationerna i schack och i Azerbajdzjan är schack mycket populärt. De mest kända schackspelarna från Azerbajdzjan är Teimour Radjabov, Sjahrijar Mammadzjarov, Vladimir Makogonov, Max Mosnta, Vugar Gasjimov och Zeinab Mamedyarova. Azerbajdzjan har även vunnit både EM och VM i schack.
Under 2009 lovade den azerbajdzjanska president Ilham Alijev att Azerbajdzjan skulle förbättra utvecklingen av schack till 2014.

### Fotboll
Fotboll är populärt i Azerbajdzjan, de internationellt mest kända spelarna från Azerbajdzjan är Rasjad Sadygov och Vagif Dzjavadov. Andra berömda azerbajdzjanska spelare är, Zaur Ramazanov, Kazbek Tuajev, Nazim Sulejmanov, Vali Gasimov, Gurban Gurbanov, Vidadi Rzajev, Zaur Tagizade och Mahmud Gurbanov.
Den mest kända domaren från Azerbajdzjan är Tofiq Bahramov. Han är dock mest känd för att han tilldömde England ett mål i VM-finalen 1966 när bollen inte var inne. England vann VM-finalen mot Västtyskland med 4–2 efter förlängning och Geoff Hurst gjorde hat-trick och scorede det kontroversiella tredje engelska målet.
Den bästa fotbollslagen i Azerbajdzjan är FK Baku, FK Inter Baku, PFK Neftji Baku, FK Karabach och FK Chazar Lenkoran.
Azerbajdzjan kommer att vara värd för U17-VM för damer 2012.

### Futsal
Azerbajdzjan har varit mycket mer framgångsrika i futsal än fotboll. I slutet av 1980 påverkade Azerbajdzjans framgångar skapandet av den ryska futsalklubben MFK Dina Moskva, som dominerade futsal i Sovjetunionen under 1990-talet. Azerbajdzjans futsallandslag och klubben Araz Naxçivan har varit framgångsrika i Europa, så det är inte konstigt att sporten har blivit populär i landet.

### Fotnoter
1. ↑  ”Sportens historia i Azerbajdzjan”. Arkiverad från originalet den 25 juni 2011. https://web.archive.org/web/20110625053745/http://www.azerbaijan.az/portal/Society/Sport/sport_e.html. Läst 3 juni 2011.
2. ↑  ”Backgammons historia”. http://www.1-kalyan.ru/about/art/backgammon-history/. Läst 3 juni 2011.
3. ↑  ”Нарды - игра, требующая сноровки и удачи”. Arkiverad från originalet den 14 oktober 2017. https://web.archive.org/web/20171014085205/http://www.inforing.net/publications/infopress/sport.php?ELEMENT_ID=3348. Läst 3 juni 2011.
4. ↑  ”История Нард”. http://nards.ru/?categoryID=106. Läst 3 juni 2011.
5. ↑  ”Шахматы в Азербайджане”. Arkiverad från originalet den 15 juni 2011. https://web.archive.org/web/20110615050745/http://www.azerichess.az/index_az.jsp. Läst 3 juni 2011.
6. ↑  ”Azerbajdzjan världsmästare i schack”. http://azer.com/aiweb/categories/magazine/84_folder/84_articles/84_chess_mammadyarova.html. Läst 3 juni 2011.
7. ↑  ”Azerbajdzjan europamästare i schack”. http://today.az/news/society/57078.html. Läst 3 juni 2011.
8. ↑  ”Azerbajdzjans president, Ilham Aliyev har lovat att Azerbajdzjan ska förbättra utvecklingen av schack till 2014”. Arkiverad från originalet den 25 februari 2012. https://web.archive.org/web/20120225205751/http://en.apa.az/news.php?id=101733. Läst 3 juni 2011.
9. ↑  ”Тофик Бахрамов станет одним из героев фильма, посвященного ЧМ-2006”. http://www.rol.ru/news/sport/news/06/04/16_027.htm. Läst 3 juni 2011.
10. ↑  ”FIFA verkställande utskottet godkänner särskilda medel för Chile och Haiti”. Arkiverad från originalet den 15 juni 2010. https://web.archive.org/web/20100615214307/http://www.fifa.com/aboutfifa/federation/bodies/media/newsid%3D1183198.html. Läst 3 juni 2011.
11. ↑  ”Alesio förbereder Azerbajdzjan för nästa steg”. Arkiverad från originalet den 24 maj 2012. https://archive.today/20120524132814/http://en.archive.uefa.com/competitions/futsal/index.html. Läst 3 juni 2011.